# Super Mario Bros. Crossover
Super Mario Bros. Crossover és un joc de plataformes flash desenvolupat per Jay Pavlina i Zack i publicat per Exploding Rabbit. Està basat en el joc Super Mario Bros. de la Nintendo Entertainment System però té més opcions i més jugadors, i per tant, més poders.

## Jugabilitat
Super Mario Bros. Crossover és un joc de plataformes basat en el navegador d'Adobe Flash. Els nivells del joc i els gràfics són tots principalment duplicats dels que es troben en el Super Mario Bros., cadascun de vuit mons del joc compten amb quatre nivells. En tres dels nivells, l'objectiu és arribar a un punt de control per completar el nivell, mentre que el nivell final té el jugador s'enfronta contra Bowser amb l'esperança de rescatar la Princesa Peach. Enemics com Goomba, Koopa Troopa i Germans Martell bloquejarà l'intent del jugador per fer-ho amb èxit a través del nivell. Com Mario, el jugador pot saltar sobre els enemics per matar-los, utilitza closques Koopa per colpejar enemics altra vegada, i adquirir poders especials de blocs especials que serveixen per millorar la salut, llançar boles de foc, o seguir sent invencible durant un curt període. A més de completar el nivell, el jugador també pot guanyar monedes i punts, tractant d'aconseguir una alta puntuació.
Crossover varia aquesta fórmula mitjançant l'addició de diversos personatges principals addicionals, a més de Mario que el jugador pugui jugar. En la mateixa manera que amb Super Mario Bros. 2, el jugador selecciona un dels caràcters addicionals en l'inici de cada nivell. Cada personatge, basat en altres jocs clàssics de Nintendo Entertainment System, utilitza diferents atacs i moviments que estan relacionades amb el seu joc original, així com la seva pròpia música de la signatura. Aquests personatges són:

## Personatges
- Link, basat en The Legend of Zelda, utilitza una espasa i un bumerang per atacar els enemics. Recollir power-ups augmenta la potència dels atacs de l'espasa i el rang del seu bumerang. Ell és l'únic personatge amb els canvis de control fonamental del seu joc original, sent donat l'habilitat de saltar, que no va ser possible fins Zelda 2.
- Mega Man posseeix un canó de braç que pot utilitzar per disparar cap endavant per destruir els enemics, amb potenciadors addicionals per augmentar la seva potència de foc, i té la capacitat de lliscar per sota dels espais petits. En la versió 1.1, l'alçada del salt de Mega Man es redueix, però ara té la capacitat de cridar a Rush, el seu gos robòtic, per ajudar en salts d'alçada.
- Samus Aran, des dels jocs de Metroid, també té una arma que pot disparar i que guanya poder amb power-ups. Samus també és capaç de transformar-se en la seva forma de "morph ball", rodant a través d'espais estrets i col·locació de bombes. A partir de la versió 1.1, el jugador comença a jugar com Samus si Zero-Suit, i en la captura d'un fong, guanya el seu Power Suit. En la versió 1.2, Samus pot recollir els míssils, quan són derrotats enemics. Cada icona de míssils de sprites dona Samus 2 míssils.
- Simon Belmont, el protagonista dels primers jocs de Castlevania, té un fuet i pot llançar destrals als enemics, la força de l'atac i el nombre d'eixos a la pantalla cada vegada amb powerups addicionals. Ell té l'habilitat de doble salt, que no té en els jocs originals. El seu salt també va ser modificat perquè sigui més fàcil de controlar que els jocs originals, però es pot canviar de nou en les opcions amb la manera clàssica.
- Bill Rizer, un dels personatges jugables en Contra utilitzar una pistola per disparar als enemics, el que augmenta en el poder i l'extensió amb més power-ups. Ell pot disparar en 8 direccions, fins i tot en saltar.
- Ryu Hayabusa de Ninja Gaiden es va afegir en el llançament de la versió 1.1. Ryu, com un ninja, és capaç d'usar una espasa i estrelles que llancen, i té l'habilitat de grimpar i saltar parets.
- Sophia the 3rd, el vehicle cisterna de Blaster Master, es va afegir en la versió 1.2. Capacitats de Sophia inclouen surant, aferrant-se a les parets i sostres, i míssils guiats, però és també el primer personatge amb una quantitat limitada de municions i el poder, el que requereix que el jugador per tornar a omplir aquestes capacitats mitjançant la recopilació dels enemics derrotats.
- Luigi, el germà de Mario de la sèrie Super Mario Bros. es va introduir en la versió 2.0. Luigi usa el seu joc a partir dels nivells de Super Mario Bros. The Lost Levels, és capaç de saltar més alt, però no corre com Mario. També és més relliscós que el Mario que fa més difícil per evitar enemics i trampes.
- Bass, de Mega Man 10, es va introduir en la versió 2.0 i té una jugada similar a Mega Man, però el seu canó de braç actua de manera diferent, i pot disparar en 7 adreces. En lloc d'una diapositiva, Bass té un guió que és més ràpid que l'home de Mega, però no pot lliscar per sota dels espais petits. Igual que Simón, que pot duplicar salt.

### Canvis en versions posteriors
Els sprites dels jugadors són diferents i tots tenen nova música amb ells. Alguns són el mateix personatge, però d'un joc diferent en les seves respectives franquícies, mentre que altres són completament diferents de franquícies. Afegeix skins addicionals de personatges, modes de renderitzat especials per imitar altre maquinari per a jocs d'ordinador anterior i nivells inspirats en la versió limitada Super Mario Bros. Special en la versió 3.0.

## Desenvolupament
El joc va estar creat per Jay Pavlina i Zach Robinson. Va durar 15 mesos. Va estar escrit per Action Script 3 i creat per Adobe Flash CS5.

### Noves versions
El 9 de febrer de 2011 es va poder jugar amb Super Mario Bros. Crossover 2.0, que té els mateixos nivells però també gràfics de jocs de NES, SNES i Game Boy que es poden sincronitzar o barrejar. Va sortir un tràiler de la nova versió el 16 de gener de 2012.
L'1 d'abril de 2013 va sortir una versió del videojoc basada en gràfics d'Atari pel dia dels enganys. Per a celebrar el 3r aniversari del videojoc flash, Exploding Rabbit va publicar el 31 de juliol de 2013 Super Mario Bros. Crossover 3.0, que barreja gràfics de Super Mario Bros. Special i temes de videojocs antics com de Super Mario Bros. 2.

### Successor espiritual
El juny de 2012, Exploding Rabbit va començar una campanya de Kickstarter per recaptar diners per a Super Retro Squad, un joc inspirat en Crossover. Com tots els elements en Crossover són propietat intel·lectual, Pavlina va reconèixer que no seria capaç d'obtenir un guany en el temps que va passar en aquest joc, per tant Super Retro Squad comptaria amb personatges originals, l'art i el joc, i seria un emprenedoria comercial. El pedal d'arrencada va superar la seva inicial petició de $ 10.000, augmentant 53.509 $, i característiques addicionals es va prometre per haver superat la meta.
El desenvolupament del joc va començar l'1 d'octubre de 2012, està actualment en l'etapa de disseny del joc. A diferència de Crossover la plantilla de disseny d'aquest està sent feta per un equip de 6 membres seleccionats manualment per Jay.
Quan va anunciar-se el nom final de Super Retro Squad, Super Action Squad, el successor espiritual d'aquest joc, es va discontinuar Super Mario Bros. Crossover.

## Recepció
El joc va ser instantàniament popular als primers dies que es va pujar a Newgrounds. Des de les 6 primeres hores que ja estava disponible per als usuaris el joc va tenir 12.000 visites i havia guanyat dos premis.
Super Mario Bros. Crossover ha rebut atenció positiva per part dels periodistes de videojoc. De part de Wired Chris Kohler ha considerat el joc un "sorprenentment reflexiu mash-up 8-bit" i va elogiar els esforços de Jay Pavlina per "aquests sis personatges que semblen arrencats dels seus propis títols clàssics de NES, que encaixen a la perfecció amb els nivells de Mario". Margaret Lyons d'Entertainment Weekly diu que la combinació de caràcters amb l'univers Mario és "un mindfrak per a totes les edats". Dan Ryckert de Game Informer va agrair l'atenció al detall, a partir dels plànols originals de Super Mario Bros., i la música i els efectes de so dels altres jocs, que estaven presents en el joc.